# Primeira fase da Copa Sul-Americana de 2013
A primeira fase da Copa Sul-Americana de 2013 foi disputada entre 30 de julho e 8 de agosto. Os vencedores de cada chave classificaram-se para a segunda fase.
As equipes se enfrentaram em jogos eliminatórios de ida e volta, classificando-se a que somasse o maior número de pontos. Em caso de igualdade em pontos, a regra do gol marcado como visitante seria utilizada para o desempate. Persistindo o empate, a vaga seria definida em disputa por pênaltis.
Todas as federações (com exceção de Argentina e Brasil) iniciaram a disputa em jogos internacionais a partir dessa fase.

## Resultados
Zona Sul
| Chave | Equipe 1             | Total    | Equipe 2             | Ida | Volta |
| ----- | -------------------- | -------- | -------------------- | --- | ----- |
| G1    | Montevideo Wanderers | 1–2      | Libertad             | 1–2 | 0–0   |
| G2    | Cobreloa             | 2–0      | Peñarol              | 0–0 | 2–0   |
| G3    | Real Potosí          | 3–6      | Universidad de Chile | 3–1 | 0–5   |
| G4    | Guaraní              | 4–1      | Oriente Petrolero    | 0–0 | 4–1   |
| G5    | El Tanque Sisley     | 0–3      | Colo-Colo            | 0–1 | 0–2   |
| G6    | Blooming             | 0–5      | River Plate          | 0–1 | 0–4   |
| G7    | Universidad Católica | 2–1      | Cerro Porteño        | 1–1 | 1–0   |
| G8    | Nacional             | 1–1 (gf) | The Strongest        | 0–0 | 1–1   |

Zona Norte
| Chave | Equipe 1                | Total | Equipe 2               | Ida | Volta |
| ----- | ----------------------- | ----- | ---------------------- | --- | ----- |
| G9    | Inti Gas                | 0–5   | Atlético Nacional      | 0–1 | 0–4   |
| G10   | Mineros de Guayana      | 4–2   | Barcelona de Guayaquil | 2–2 | 2–0   |
| G11   | Independiente del Valle | 2–0   | Deportivo Anzoátegui   | 0–0 | 2–0   |
| G12   | Águilas Doradas         | 6–2   | Juan Aurich            | 3–0 | 3–2   |
| G13   | Sport Huancayo          | 1–7   | Emelec                 | 1–3 | 0–4   |
| G14   | Deportivo Pasto         | 3–2   | Melgar                 | 3–0 | 0–2   |
| G15   | Trujillanos             | 0–1   | La Equidad             | 0–1 | 0–0   |
| G16   | LDU Loja                | 3–1   | Deportivo Lara         | 2–0 | 1–1   |

### Chave G1
Todas as partidas estão no horário local.
| 1 de agosto   | Montevideo Wanderers | 1 – 2     | Libertad                            | Estádio Gran Parque Central, Montevidéu |
| 18:15 (UTC-3) | F. Rodríguez 7'      | Relatório | Montenegro 54' · M. Díaz 70' (g.c.) | Árbitro: ARG Patricio Loustau           |

| 8 de agosto   | Libertad | 0 – 0     | Montevideo Wanderers | Estádio Dr. Nicolás Leoz, Assunção |
| 21:45 (UTC-4) |          | Relatório |                      | Árbitro: BRA Sandro Ricci          |

### Chave G2
| 1 de agosto   | Cobreloa | 0 – 0     | Peñarol | Estádio Regional, Antofagasta |
| 19:30 (UTC-4) |          | Relatório |         | Árbitro: PAR Julio Quintana   |

| 8 de agosto   | Peñarol | 0 – 2     | Cobreloa                   | Estádio Centenario, Montevidéu |
| 20:15 (UTC-3) |         | Relatório | Droguett 11' · Lezcano 20' | Árbitro: ARG Mauro Vigliano    |

### Chave G3
| 30 de julho   | Real Potosí                         | 3 – 1     | Universidad de Chile | Estádio Víctor Agustín Ugarte, Potosí |
| 19:30 (UTC-4) | Zerda 25' · Andrada 58' · Bubas 63' | Relatório | Rojas 54'            | Árbitro: PER Henry Gambetta           |

| 6 de agosto   | Universidad de Chile                                           | 5 – 0     | Real Potosí | Estádio Nacional, Santiago   |
| 19:15 (UTC-4) | Díaz 31', 88' (pen) · Aránguiz 41' (pen), 58' · Lorenzetti 90' | Relatório |             | Árbitro: PAR Enrique Cáceres |

### Chave G4
| 1 de agosto   | Guaraní | 0 – 0     | Oriente Petrolero | Estádio Rogelio Livieres, Assunção |
| 21:50 (UTC-4) |         | Relatório |                   | Árbitro: ARG Mauro Vigliano        |

| 8 de agosto   | Oriente Petrolero | 1 – 4     | Guaraní                                           | Estádio Ramón Tahuichi Aguilera, Santa Cruz |
| 19:15 (UTC-4) | Bargas 53'        | Relatório | Santander 34', 39' · González 75' · Benitez 90+3' | Árbitro: ECU Roddy Zambrano                 |

### Chave G5
| 31 de julho   | El Tanque Sisley | 0 – 1     | Colo-Colo  | Estádio Luis Franzini, Montevidéu |
| 20:30 (UTC-3) |                  | Relatório | Toledo 26' | Árbitro: BRA Péricles Cortez      |

| 7 de agosto   | Colo-Colo                | 2 – 0     | El Tanque Sisley | Estádio Monumental, Santiago |
| 21:45 (UTC-4) | Benítez 12' · Toledo 15' | Relatório |                  | Árbitro: BOL Raúl Orosco     |

### Chave G6
| 31 de julho   | Blooming | 0 – 1     | River Plate | Estádio Ramón Tahuichi Aguilera, Santa Cruz |
| 19:30 (UTC-4) |          | Relatório | Santos 57'  | Árbitro: PAR Ulises Mereles                 |

| 6 de agosto   | River Plate                                 | 4 – 0     | Blooming | Estádio Luis Franzini, Montevidéu |
| 17:45 (UTC-3) | Taborda 38', 61' · Santos 51' · Techera 84' | Relatório |          | Árbitro: ARG Pablo Díaz           |

### Chave G7
| 31 de julho   | Universidad Católica | 1 – 1     | Cerro Porteño | Estádio San Carlos de Apoquindo, Santiago |
| 21:50 (UTC-4) | Álvarez 70'          | Relatório | Corujo 31'    | Árbitro: URU Daniel Fedorczuk             |

| 7 de agosto   | Cerro Porteño | 0 – 1     | Universidad Católica | Estádio General Pablo Rojas, Assunção |
| 19:15 (UTC-4) |               | Relatório | Sosa 57'             | Árbitro: ARG Saúl Laverni             |

### Chave G8
| 30 de julho   | Nacional | 0 – 0     | The Strongest | Estádio Arsenio Erico, Assunção |
| 19:30 (UTC-4) |          | Relatório |               | Árbitro: CHI Julio Bascuñán     |

| 7 de agosto   | The Strongest | 1 – 1     | Nacional   | Estádio Hernando Siles, La Paz |
| 16:45 (UTC-4) | Reinoso 49'   | Relatório | Torales 9' | Árbitro: URU Fernando Falce    |

### Chave G9
| 30 de julho   | Inti Gas | 0 – 1     | Atlético Nacional | Estádio Ciudad de Cumaná, Ayacucho |
| 13:30 (UTC-5) |          | Relatório | Cárdenas 55'      | Árbitro: ECU Diego Lara            |

| 6 de agosto   | Atlético Nacional                      | 4 – 0     | Inti Gas | Estádio Atanasio Girardot, Medellín |
| 20:45 (UTC-5) | Valoy 18', 62' · Ángel 33' · Calle 82' | Relatório |          | Árbitro: VEN Juan Soto              |

### Chave G10
| 1 de agosto      | Mineros de Guayana              | 2 – 2     | Barcelona de Guayaquil         | Polideportivo Cachamay, Puerto Ordaz |
| 19:00 (UTC-4:30) | Chourio 21' · Jiménez 63' (pen) | Relatório | Arroyo 42' (pen) · Caicedo 79' | Árbitro: COL José Buitrago           |

| 8 de agosto   | Barcelona de Guayaquil | 0 – 2     | Mineros de Guayana | Estádio Monumental, Guaiaquil |
| 20:45 (UTC-5) |                        | Relatório | Blanco 20', 31'    | Árbitro: CHI Julio Bascuñán   |

### Chave G11
| 1 de agosto   | Independiente del Valle | 0 – 0     | Deportivo Anzoátegui | Estádio Rumiñahui, Sangolquí |
| 14:00 (UTC-5) |                         | Relatório |                      | Árbitro: BOL Jorge Mancilla  |

| 8 de agosto      | Deportivo Anzoátegui | 0 – 2     | Independiente del Valle | Estádio José Antonio Anzoátegui, Puerto la Cruz |
| 18:45 (UTC-4:30) |                      | Relatório | Guerrero 19' (pen), 65' | Árbitro: COL Adrián Vélez                       |

### Chave G12
| 30 de julho   | Águilas Doradas                        | 3 – 0     | Juan Aurich | Estádio Metropolitano Ciudad de Itagüí, Itagüí |
| 15:45 (UTC-5) | Cabrera 29' · Aguirre 38' (pen), 45+2' | Relatório |             | Árbitro: VEN Marlon Escalante                  |

| 7 de agosto   | Juan Aurich           | 2 – 3     | Águilas Doradas                       | Estádio Francisco Mendoza Pizarro, Chiclayo |
| 15:45 (UTC-5) | Ovelar 22' · Viza 78' | Relatório | García 2' · Restrepo 17' · Cortés 86' | Árbitro: CHI Patricio Polic                 |

### Chave G13
| 31 de julho   | Sport Huancayo | 1 – 3     | Emelec                                  | Estádio Huancayo, Huancayo |
| 14:00 (UTC-5) | Farfán 47'     | Relatório | Giménez 58' · Bolaños 60' · Caicedo 83' | Árbitro: COL Adrián Vélez  |

| 7 de agosto   | Emelec                            | 4 – 0     | Sport Huancayo | Estádio George Capwell, Guaiaquil |
| 18:15 (UTC-5) | Valencia 42', 50', 70' · Mena 61' | Relatório |                | Árbitro: BOL Óscar Maldonado      |

### Chave G14
| 31 de julho   | Deportivo Pasto                | 3 – 0     | Melgar | Estádio Departamental Libertad, Pasto |
| 20:50 (UTC-5) | Palacios 8', 25' · Murillo 22' | Relatório |        | Árbitro: VEN Juan Soto                |

| 6 de agosto   | Melgar                   | 2 – 0     | Deportivo Pasto | Estádio Mariano Melgar, Arequipa |
| 15:45 (UTC-5) | Gamarra 33' · Zúñiga 43' | Relatório |                 | Árbitro: ECU Omar Ponce          |

### Chave G15
| 30 de julho      | Trujillanos | 0 – 1     | La Equidad | Estádio José Alberto Pérez, Valera |
| 21:20 (UTC-4:30) |             | Relatório | Motta 46'  | Árbitro: ECU Roddy Zambrano        |

| 7 de agosto   | La Equidad | 0 – 0     | Trujillanos | Estádio Metropolitano de Techo, Bogotá |
| 20:45 (UTC-5) |            | Relatório |             | Árbitro: PER Víctor Carrillo           |

### Chave G16
| 30 de julho   | LDU Loja                      | 2 – 0     | Deportivo Lara | Estádio Federativo Reina del Cisne, Loja |
| 13:30 (UTC-5) | Fábio Renato 29' · Arroyo 61' | Relatório |                | Árbitro: BOL Óscar Maldonado             |

| 6 de agosto      | Deportivo Lara | 1 – 1     | LDU Loja    | Estádio Metropolitano, Barquisimeto |
| 18:45 (UTC-4:30) | Torrealba 21'  | Relatório | Barboza 89' | Árbitro: COL Wilson Lamouroux       |